# Dominik Schürmann

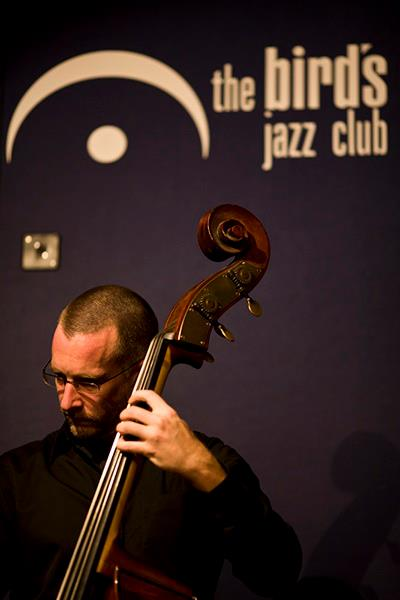
Dominik Schürmann im Bird’s Eye Jazzclub, Basel 2012

Dominik Schürmann (* 15. März 1971 in Basel) ist ein Schweizer Kontrabassist und Komponist, der im Bereich des traditionellen und zeitgenössischen Jazz als freischaffender Musiker tätig ist.

## Leben
Dominik Schürmann ist der Sohn des Jazzpianisten Niggi Schürmann. Er kam sehr früh mit Musik und vor allem mit Jazz in Berührung. Im Alter von sechs Jahren nahm Schürmann Klavierunterricht. Im Alter von 18 Jahren wechselte er zum Kontrabass, nahm Unterricht bei Roman Dyląg und Isla Eckinger. Schnell war er fester Bestandteil der Schweizer Jazzszene. Er arbeitete mit Musikern wie Hendrik Meurkens, Karl Ratzer, George Gruntz, Oscar Klein und David Klein, Adrian Mears, Adam Taubitz, Titi Winterstein, Kurt Weil, Jim Galloway, John Serry, Luis Bonilla, Bonnie Jeanne Taylor, Miguel de la Cerna, Othella Dallas, Andreas Herrmann, Markus Hauser, Colette Greder, Mario Schneeberger, Vince Benedetti, Sam Burckhardt und vielen mehr. Er hat Auftritte in zahlreichen Jazzclubs und an Jazzfestivals im In- und Ausland. Seit 1998 ist er Mitglied von Thomas Moeckels Centrio. Mehrere eigene Projekte folgten, so die von Schweizer Radio SRF 2 produzierten Aufnahmen French Classics mit dem Schweizer Trompeter Claudio Bergamin, die schweizerisch-deutsche Aufnahmeproduktion Jazz meets Pop mit dem deutschen Saxophonisten Jürgen Hagenlocher und die CD-Publikation Tales of Day and Night mit seinem Vater Niggi Schürmann und Mario Schneeberger am Altsaxophon. 2017 gründete er zusammen mit Christian Gutfleisch und Elmar Frey das Jazz-Piano-Trio Gutfleisch-Schürmann-Frey. Im Jahr 2023 gründete er das European Jazz Meeting zusammen mit Max Ionata (Italien), Martin Sasse (Deutschland) und Frits Landesbergen (Niederlande).

## Diskografie (Auswahl)

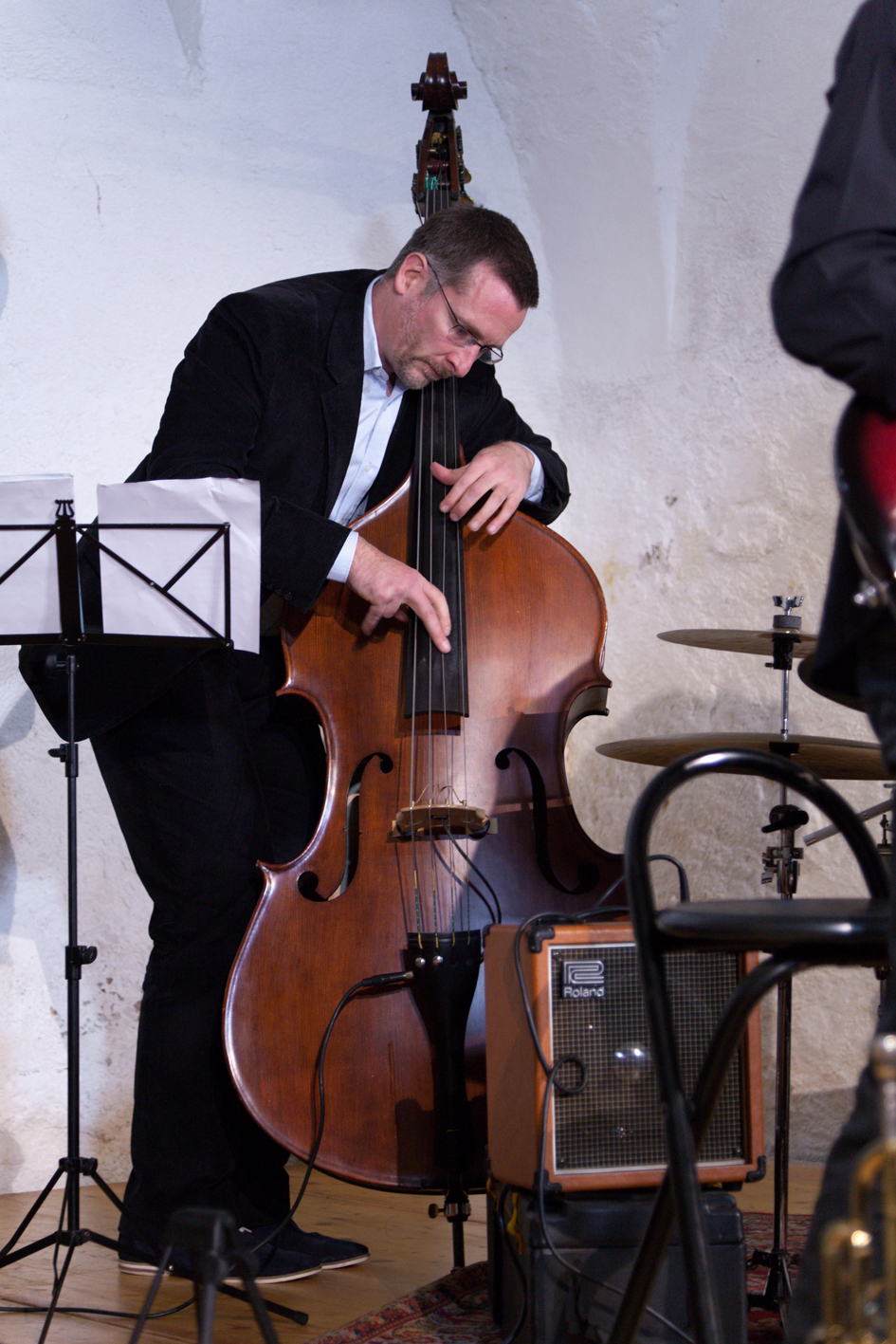
Dominik Schürmann 2013

- Dominik Schürmann Trio Forever (2024, mit  Tilman Günther und Samuel Dühsler)
- European Jazz Meeting The Basel Sessions (ESP 2024, mit Max Ionata, Martin Sasse, Frits Landesbergen)
- Dominik Schürmann Ensemble The Seagull’s Serenade (2023, mit Song Yi Jeon, Marc Ullrich, Claudio Bergamin, Lukas Briggen, Daniel Blanc, Domenic Landolf, Patrick Joray, George Ricci, Kira Linn, Tilman Günther, Jãnis Jaunalksnis)[2]
- Dominik Schürmann Trio featuring Max Ionata Moons Ago (Mons Records 2022, mit Max Ionata, Yuri Storione, Jãnis Jaunalksnis)
- Storione-Rossy-Schürmann This Time the Dream's on Us (TCB Records 2021, mit Yuri Storione, Jorge Rossy)
- Gutfleisch-Schürmann-Frey Sambâle (2019, mit Christian Gutfleisch, Elmar Frey, Alex Hendriksen , Thomas Moeckel)
- Gutfleisch-Schürmann-Frey Jazz People (Unit Records 2018, mit Christian Gutfleisch, Elmar Frey)
- Dominik Schürmann Upswing (Unit Records 2016, mit Christian Gutfleisch, George Ricci, Samuel Dühsler)
- Ricci Schürmann Dühsler: Lester Leaps Sideways (RSD 2014)
- Schneeberger-Schürmann Quartett: Tales of Day and Night (Turicaphon, 2009)
- Hagenlocher-Schürmann Quartett mit Adrian Mears: Jazz Meets Pop (Turicaphon, 2008)
- Thomas Moeckels Centrio: The Nearness of You (Turicaphon, 2007)
- Schürmann-Bergamin Project: French Classics (Altrisuoni, 2007)